# Escudo de Trescasas
El escudo de Trescasas es uno de los símbolos de Trescasas, municipio de la provincia de Segovia, comunidad autónoma de Castilla y León, en España.

## Descripción
El escudo de Trescasas fue oficializado el 23 de mayo de 2011, y su descripción heráldica es:

«Escudo partido y medio cortado: 1.º campo de gules tres casas de plata mazonadas de sable puestas en palo 2.º en campo de sinople oveja paciendo de plata 3.º en campo de azur anagrama del rey Carlos III de plata. Al timbre corona real cerrada.»
Boletín Oficial de Castilla y León nº 98/2011

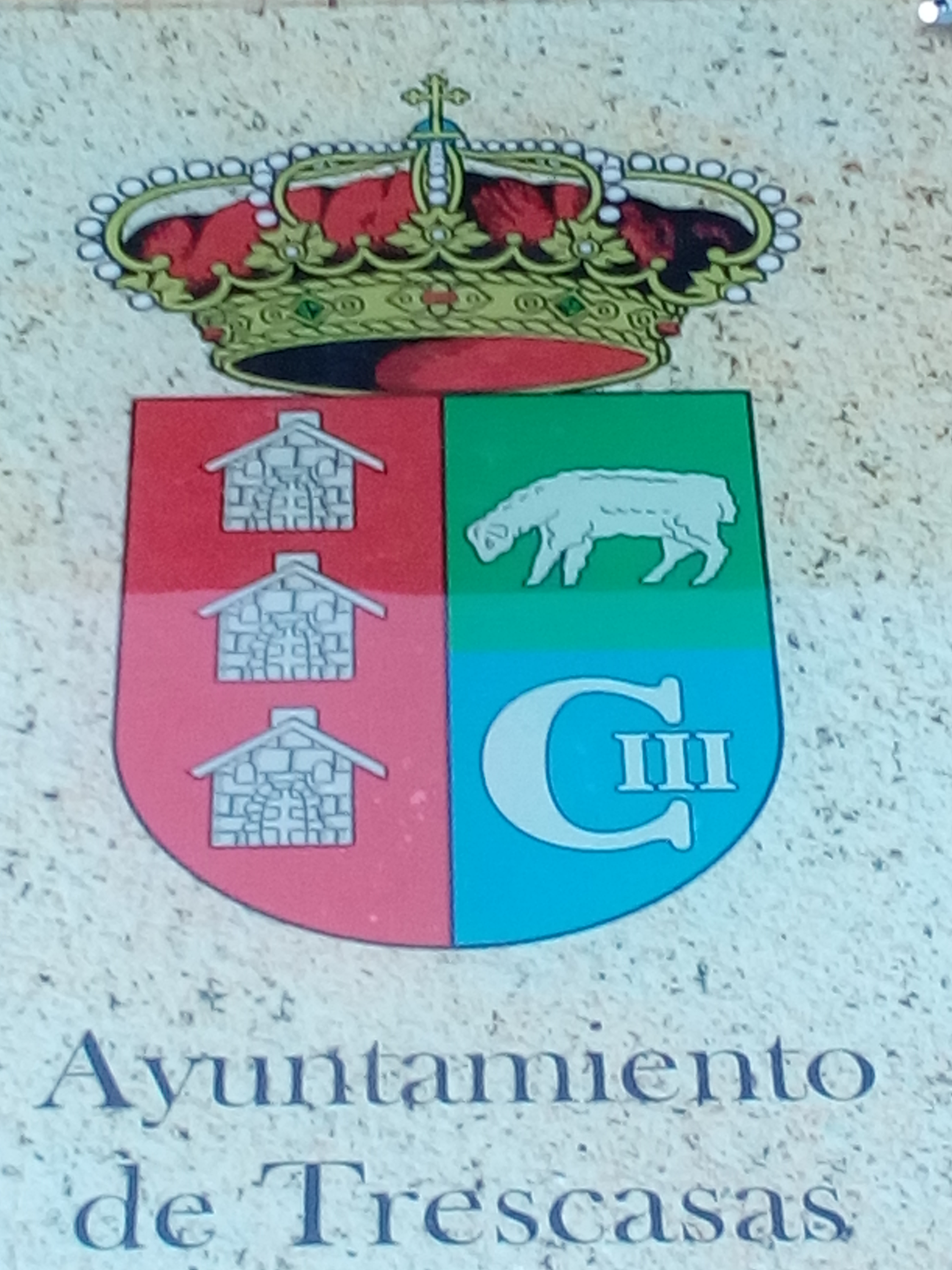
Escudo oficial de Trescasas situado en la puerta del ayuntamiento del mismo municipio.